# Vasile Moldoveanu
Vasile Moldoveanu est un ténor roumain né à Constanța le 6 octobre 1935.

## Biographie
Il fait ses études de chant au Conservatoire Ciprian Porumbescu de Bucarest, sous la supervision du ténor Dinu Bădescu, tout en continuant ses études dans la classe d'Octav Enigărescu. Il débute à l’Opéra roumain de Bucarest le 9 janvier 1966, dans le rôle d'Arlecchino, dans Pagliacci de Ruggero Leoncavallo.
Sa carrière en Roumanie a été assez courte. Il a chanté seulement à l’Opéra Roumain de Bucarest (connu aujourd’hui sous le nom d’Opéra national de Bucarest), pendant sept saisons, entre 1966-1971. Il a chanté dans vingt-deux opéras, en général dans des rôles secondaires, mais aussi dans quelques rôles principaux : Rinuccio (Gianni Schicchi), Rodolfo (La Bohème), Il Duca di Mantova (Rigoletto), Ernesto (Don Pasquale), ou Tamino (Die Zauberflöte - qui est aussi son dernier spectacle en Roumanie, le 23 juin 1972). Il apparaît aussi sur les premiers disques d’opéra de Electrecord, dans des rôles secondaires (La traviata, Samson et Dalila, Carmen).
En 1971, il est invité par les agences de Viktor Vladarski et de Friedrich Pasch, pour une série d’auditions en Allemagne. Comme il n’était pas membre du Parti Communiste Roumain, il a eu des difficultés pour obtenir un visa et partir. Il arrive en Allemagne en 1972 et décide de ne plus revenir dans la Roumanie communiste. 
Les autorités commencent une enquête et le ténor est condamné à mort, par contumace, à cause de l’interprétation abusive d’un paragraphe du Code Pénal de 1968, qui associait l’accusation de « refus de retour dans le pays » pendant une « mission de représentation de l’État » à l’accusation de « trahison ». À la suite de la modification du Code Pénal de 1973, le procès est jugé de nouveau en contumace et il est condamné à cinq ans de prison et la confiscation des biens. Des cas similaires, aussi bizarre que le cas de Moldoveanu, sont ceux du metteur en scène roumain Petrică Ionescu, ou du danseur Sergiu Stefanschi.

## Carrière internationale
En 1972 il débute comme Manrico (Il trovatore) à l’Opéra de Ratisbonne. Puis, à Amsterdam, il est Rodolfo (La Bohème), et plus tard Il Duca di Mantova (Rigoletto) à l’Opéra de Saint-Gall. Il débute à l’Opéra d’État de Vienne comme Alfredo (La traviata) en 1973 ; il y reviendra en 1987 comme Des Grieux (Manon Lescaut). La même année, 1973, il débute comme Don Carlo dans l’opéra homonyme de Giuseppe Verdi. Don Carlo reste l’un des rôles emblématiques de Vasile Moldoveanu - il l’a chanté 75 fois dans sa carrière.
En 1974, il signe un contrat pour quatre ans avec l’Opéra de Stuttgart, dont le directeur était à cette époque Wolfgang Windgassen. Il chantera dans de nombreuses productions dans ce théâtre : Lucia di Lammermoor, La bohème, Un ballo in maschera, La traviata. En 1976, il est distribué dans Rigoletto, mis en scène par Roman Polanski à l’Opéra de Munich. Pendant les années passées dans les opéras de Düsseldorf, Stuttgart, Munich, Berlin, Ludwigsbourg, il est découvert par Nelly Walter, vice-présidente de Columbia Artists Management. Elle devient l’agent de l’artiste pour onze ans et le propose au Metropolitan Opera de New York. Il fait son début à Covent Garden, Londres, en 1979, dans Don Carlo (la production historique de Luchino Visconti).
En 1977, il devient Kammersänger de l’Opéra de Stuttgart. Son début au Metropolitan Opera a lieu le 19 mai 1977, pendant le tour de la compagnie à Minneapolis (Minnesota), comme Rodolfo, dans l’opéra La bohème. Sa partenaire, dans le rôle de Mimi, était Renata Scotto, avec laquelle il chantera dans plusieurs spectacles tout au long de sa carrière. Au Metropolitan Opera, il a chante dans cent-cinq spectacles, plus que tout autre ténor roumain, et il est le soliste roumain avec le plus grand nombre de présences dans un rôle principal après guerre. Pour comparaison, dans le même intervalle quand Vasile Moldoveanu chantait au Metropolitan, 1977-1986, Luciano Pavarotti avait cent apparitions, Plácido Domingo - cent-quarante-neuf, et José Carreras - cinquante-et-une. 
Il a chanté dix rôles au Metropolitan Opera et il a été transmis en direct à la télévision dans Don Carlo (1980 - onze spectacles), Il tabarro (1981 - douze spectacles), Simon Boccanegra (1984 - vingt-sept spectacles). À part ces rôles, il a chanté Arrigo dans I Vespri Siciliani (quatre spectacles), Turridu dans Cavalleria rusticana (huit spectacles), Cavaradossi dans Tosca (trois spectacles), Rodolfo dans La Bohème (six spectacles), Des Grieux dans Manon Lescaut (quatorze spectacles), Duca di Mantova dans Rigoletto (huit spectacles) et Pinkerton dans Madama Butterfly (douze spectacles). À partir de 1987, après une intervention chirurgicale compliquée, il réduit son activité sur le continent américain. Ses dernières apparitions aux États-Unis sont à l’Opéra de Denver : Calaf (Turandot) et Des Grieux (Manon Lescaut).
Il revient en Europe et continue sa carrière à Paris (Manon Lescaut - neuf spectacles en 1991 et encore cinq en 1993), Monaco (I Vespri siciliani et Aida - mise en scène de Giancarlo del Monaco), Nice (La fanciulla del West, mise en scène de Petrică Ionescu), Rome (Turandot), Lisbonne (Manon Lescaut), Parme (Don Carlo), Pretoria, Afrique du Sud (Un ballo in maschera) et plusieurs villes d’Allemagne (surtout Stuttgart et Hambourg). Pratiquement, le seul opéra important où il n’a pas chanté a été le Teatro alla Scala de Milan, mais il y a eu, à un moment donné, des discussions pour un spectacle avec I Vespri siciliani.
Vasile Moldoveanu avait une voix avec un timbre très beau et vibrant, de ténor lyrique, comme il s’est toujours considéré, mais avec un registre aigu très solide et puissant, ce qui lui a permis d’aborder avec succès des rôles typiques pour un ténor spinto (Calaf, Don Carlo, Don José, Manrico), mais aussi des rôles dramatiques (Radames, Dick Johnson). Sa voix, parfois comparée aux voix des grands ténors du passé, comme Giovanni Martinelli ou Franco Corelli, était doublée aussi par un physique souple et un regard ardent, ce qui faisait que le ténor était très apprécié dans certains rôles, comme Luigi de Il tabarro. Après la transmission télévisée de ce spectacle, du Metropolitan, ses admirateurs et ses collègues l’appelaient : « Luigi! Voilà Luigi! ».
De manière paradoxale, bien qu’il ait eu une carrière importante, surtout au Metropolitan Opera, et qu’il ait été médiatisé dans une époque où les transmissions télévisuelles en direct venaient de commencer, Vasile Moldoveanu reste peu connu en Roumanie. Cette absence de notoriété est due surtout à la censure qui était en place pendant le communisme en Roumanie, dans la même période où le ténor roumain était au sommet de sa carrière.
En 2010, Vasile Moldoveanu a fait recours à la décision d’emprisonnement et il en a été définitivement acquitté. 
En 2012, il a été décoré avec L’Ordre de l'Étoile de la Roumanie, au grade de Commandeur, l’une des plus anciennes et des plus hautes distinctions de Roumanie.
À présent, il habite à Monte Carlo et se consacre aux cours de maîtrise avec les jeunes interprètes, surtout de Roumanie.

## Discographie
Les enregistrements audio qui restent sont peu nombreux, mais il y a deux LP avec des airs d’opéra produits par Intercord, en 1976 et 1978, et aussi ceux produits par Electrecord.
- 1976 : Berühmte Tenor-Arien
- 1978 : Neapolitan Songs

De nombreux enregistrements en direct des transmissions radio du Metropolitan Opera et de nombreux bootleg nous sont parvenus.
- 1986 : Mascagni : Cavalleria rusticana, Hambourg, avec Galina Savova et Piero Cappuccilli ; chef d’orchestre : Ricco Saccani, Orchestre de l’Opéra de Budapest.

## Vidéographie
- Giuseppe Verdi : Don Carlo, avec Renata Scotto (Elisabeta de Valois), Tatiana Troyanos (Princesse Eboli), Sherrill Milnes (Rodrigo, Marquis De Posa), Paul Plishka (Philippe II), Jerome Hines (Il Grande Inquisitore), Peter Sliker (un garde forestier), Betsy Norden (Tebaldo), Dana Talley (Contele De Lerma), Barbara Green (Comtesse de Arenberg), John Check (un moine), Timothy Jenkins (un hérald), Therese Brandson (une voix céleste), l’Orchestre et le chœur du Metropolitan Opera de New York, chef d’orchestre : James Levine, mise en scène : John Dexter - New York, février 1980 ; En direct du Metropolitan Opera de New York.
- Giacomo Puccini : Il tabarro, avec Renata Scotto, Cornell McNeil, Charles Anthony, Italo Tajo, Bianca Berini, Jeffrey Stamm, Louisa Wohlafka, Michael Best, l’Orchestre et le chœur du Metropolitan Opera de New York, chef d’orchestre : James Levine ; mise en scène: Fabrizio Melano. D’après des enregistrements du Metropolitan Opera de New York, novembre 1981.
- Giuseppe Verdi : Simon Boccanegra, avec Anna Tomova-Sintow, Sherrill Milnes, Paul Plishka ; chef d’orchestre : James Levine, mise en scène : Tito Capobianco.
- Giuseppe Verdi : I vespri siciliani, avec, Guido de Montforte – Eduard Tumagian, Il Sire di Bethume – Alan Charles, Il Conte Vaudemont – Jacques Doumene, Arrigo – Vasile Moldoveanu, Giovanni da Procida – Zenon Kosnowski, La Duchessa Elena – Maria Temesi, Ninetta – Linda Bond Perry, Danieli – Michel Cambon, Tebaldo – Louis Mathieu, Roberto – Patrick Rocco, Manfredo – Alain Munier ; l’Orchestre de l’Opéra de Nice, chef d’orchestre : Oleg Caetani, enregistrement vidéo des spectacles de l’Opéra de Nice (15, 17, 19 et 23 juin 1984).